# Отношения Гвинеи-Бисау и Сенегала
Отношения Гвинеи-Бисау и Сенегала — двусторонние дипломатические отношения между Гвинеей-Бисау и Сенегалом. Протяжённость государственной границы между странами составляет 341 км.

## История
Отношения Гвинеи-Бисау с Сенегалом иногда нарушали пограничные споры, которые повлекло за собой соглашение, заключённого в 1960 году между Францией и Португалией, бывшими колониальными державами. В 1999 году Сенегал и Гвинея послали войска, чтобы свергнуть председателя Высшего совета военной хунты Гвинеи-Бисау Ансумане Мане.
Гвинея-Бисау и Сенегал являются членами Экономического сообщества стран Западной Африки (ЭКОВАС). В 1990 году страны стали участницами программы создания единых вооружённых сил среди стран ЭКОВАС, которая получила название Группа мониторинга экономического сообщества стран Западной Африки (ЭКОМОГ).
Правительство Сенегала обвиняет Гвинею-Бисау в том, что она укрывает на своей территории повстанцев из Движения демократических сил Казаманса, которые борются за независимость Казаманса от Сенегала. Из-за конфликта в Казамансе на территории Гвинеи-Бисау имеет место контрабанда боеприпасов, а также среди населения имеется большое количество незарегистрированного оружия. В 2018 году в Гвинее-Бисау проживало примерно 10 000 беженцев из Сенегала.

## Торговля
В 2017 году Сенегал импортировал из Гвинеи-Бисау товаров на сумму 59,4 миллиона долларов США, располагаясь на втором месте среди приобретателей товаров из Гвинеи-Бисау, после Португалии (102 млн долларов США).

## Дипломатические представительства
- Гвинея-Бисау имеет посольство в Дакаре[7] и генеральное консульство в Зигиншоре[8].
- Сенегал содержит посольство в Бисау[9].